# 多脉酸藤子
多脉酸藤子（学名：Embelia oblongifolia）为紫金牛科酸藤子属下的一个种。其种加词“oblongifolia”意为“长椭圆叶子的”。
现接受名为密齿酸藤子（Embelia vestita Roxb., 1824）。